# 20 złotych wzór 1973
20 złotych wzór 1973 – moneta dwudziestozłotowa, wprowadzona do obiegu 8 grudnia 1973 r. zarządzeniem z 14 listopada 1973 r. (M.P. z 1973 r. nr 52, poz. 294), wycofana z dniem denominacji z 1 stycznia 1995 roku, rozporządzeniem prezesa Narodowego Banku Polskiego z dnia 18 listopada 1994 r. (M.P. z 1994 r. nr 61, poz. 541).
Monetę bito w latach 1973–1976 bez znaku mennicy.

## Awers
W centralnym punkcie umieszczono godło – orła bez korony, poniżej rok bicia, dookoła napis „POLSKA RZECZPOSPOLITA LUDOWA”.

## Rewers
Na tej stronie monety znajduje się rysunek dwóch wieżowców na tle łanów zboża oraz napis „20 ZŁ”.

## Nakład
Monetę bito w latach 1973–1974 w Kremnicy, a w roku 1976 w Warszawie, w miedzioniklu MN25, na krążku o średnicy 29 mm, masie 10,15 grama, z rantem ząbkowanym, według projektu Anny Jarnuszkiewicz.
Nakłady monety w poszczególnych latach przedstawiały się następująco:
| Rocznik         | Typ rewersu     | Mennica  | Znak mennicy | Nakład (sztuk) |
| --------------- | --------------- | -------- | ------------ | -------------- |
| 20 złotych 1973 | wieżowce i łany | Kremnica |              | 25 000 000     |
| 20 złotych 1974 | wieżowce i łany | Kremnica |              | 12 000 000     |
| 20 złotych 1976 | wieżowce i łany | Warszawa |              | 20 000 000     |

## Opis
Moneta pierwszą dwudziestozłotową monetą wprowadzoną do powszechnego obiegu.
Egzemplarze z 1976 roku są jedynymi polskimi monetami obiegowymi bitymi w Warszawie po 1965 roku, na których nie umieszczono znaku mennicy.
W drugiej połowie lat siedemdziesiątych XX w. monetę często fałszowano. Zazwyczaj były to bicia lub odlewy w miedzi, z nałożoną galwanicznie warstwą niklu, która z biegiem czasu ulegała ścieraniu. Zdarzały się również odlewy o głuchym przydźwięku – niemetalicznym.

## Wersje próbne
Istnieje wersja tej monety należąca do serii próbnej w niklu (rok 1973) z wypukłym napisem „PRÓBA”, wybita w nakładzie 500 sztuk, ze znakiem mennicy w Warszawie, inaczej niż dla monety obiegowej. Moneta posiada swoją wersję próbną kolekcjonerską wybitą w miedzioniklu, w nakładzie 13 200 sztuk, z wypukłym napisem „PRÓBA” i znakiem mennicy pod łapa orła. Katalogi informują również o istnieniu wersji próbnych technologicznych w miedzioniklu, z 1973 roku:
- bez napisu „PRÓBA”, z rantem gładkim, w nakładzie 20 sztuk,
- z napisem „PRÓBA”, z rantem z ornamentem złożonym z elips i kwadratów, w nakładzie 20 sztuk.

W serii monet próbnych w niklu oraz jako monetę próbną kolekcjonerską wybito, z datą 1973, konkurencyjny projekt Jerzego Jarnuszkiewicza z drzewem na tle promieni (nikiel, 500 sztuk; miedzionikiel, 16 200 sztuk).
Mimo że moneta była pierwszą wprowadzoną do obiegu dwudziestozłotówką, to w serii monet próbnych niklowych znajdują się cztery poprzedzające ją projekty z roku 1964, o średnicy 33 mm.